# Consonne battue labio-dentale voisée
La consonne battue labio-dentale voisée est un son consonantique assez peu fréquent dans les langues parlées. Le symbole dans l'alphabet phonétique international est [ⱱ]. Ce symbole représente un v dont la hampe de droite se termine sous la forme d'un crochet (ɾ, le crochet du [r] sans sa hampe).

## Caractéristiques
Voici les caractéristiques de la consonne battue labio-dentale voisée :
- Son mode d'articulation est battu, ce qui signifie qu’elle est produite en contractant brièvement les muscles d'un point d’articulation, sur l'autre.
- Son point d’articulation est labio-dentale, ce qui signifie qu'elle est articulée avec la lèvre inférieure et les dents de la mâchoire supérieure.
- Sa phonation est voisée, ce qui signifie que les cordes vocales vibrent lors de l’articulation.
- C'est une consonne orale, ce qui signifie que l'air ne s’échappe que par la bouche.
- C'est une consonne centrale, ce qui signifie qu’elle est produite en laissant l'air passer au-dessus du milieu de la langue, plutôt que par les côtés.
- Son mécanisme de courant d'air est égressif pulmonaire, ce qui signifie qu'elle est articulée en poussant l'air par les poumons et à travers le chenal vocatoire, plutôt que par la glotte ou la bouche.

## En français
Le français ne possède pas le [ⱱ]. On peut tenter de l'approximer en français en tentant de prononcer les interjections « ab͡racadab͡ra » et « v͡roum » ou le mot « inv͡raisemblable », en battant (roulant très brièvement) les r (avec un accent italien), mais sans prononcer ni réellement occlure les b ni vibrer le v, qui ne servent qu’à avancer le point d’articulation, le lieu où la consonne est battue par la lèvre inférieure sur les dents et non par la langue sur le palais. Une légère frication (proche du v) est inévitable mais devrait être aussi discrète que possible.

## Autres langues
Ce son est utilisé comme phonème consonantique par certaines langues adamawa-ubangi en Afrique.